# قناة المستقلة
قناة المستقلة قناة فضائية تونسية يملكها ويديرها المعارض التونسي السابق والمرشح لرئاسة تونس محمد الهاشمي الحامدي. بدأ بثها في 1999 وتأسست قبلها في 1996 تبث برامجها عبر القمر الصناعي أطلانطيك بيرد في نفس مدار نايل سات. كانت القناة وحتى العام 2012 تبث عبر القمرين الصناعيين عرب سات، هوت بيرد. قناة المستقلة لها قناة تبث تماثليًا على نفس موجة بثها تدعى قناة الديمقراطية وقد تأسست عام 2005.
تقدم القناة جوائز ضخمة في مجال الشعر العربي، ومسابقات أخرى رغم ضعف إمكانيات القناة. مما أدى إلى وجود اعتقادات عن تمويل قوى خارجية للقناة مثل السعودية، و القيادة السابقة ل الجماهيرية العربية الليبية الشعبية الاشتراكية العظمى.[بحاجة لمصدر]
قناة المستقلة إحدى أكثر القنوات المثيرة للجدل في الوطن العربي نظرًا لرضوخها لضغوطات خارجية من أجل عدم إثارة مواضيع معينة كما اعترف محمد الهاشمي الحامدي مالك القناة.

## الجدل
في 14 أبريل 2011، تشاجر شيعي من حزب الدعوة الإسلامية وسني من حزب البعث في قناة المستقلة / الديمقراطية المملوكة للهاشمي الحامدي بسبب خلاف حول حكم الرئيس العراقي الراحل صدام حسين للعراق. بعد هذا تقدم ممثل المؤتمر الوطني العراقي في بريطانيا بشكوى إلى القضاء ضد القناة بسبب المشاجرة حيث اعتبر أن الضيف الشيعي قد تعرض للظلم.

## من برامج القناة
- الحوار الصريح بعد التروايح يعتبر من أبرز وأهم برامج قناة المستقلة وهو يبث في كل عام من شهر رمضان المبارك ويتغير اسمه خلال أوقات البث في غير رمضان إلى الحوار الصريح.[8] بدأ بث البرنامج منذ 12 عاما ولا زال. مضيف البرنامج ومعده منذ رمضان 1422/نوفمبر 2002 هو مالك القناة محمد الهاشمي الحامدي.[8] البرنامج يثير قضايا مهمة ساخنة، وجدلية تاريخية ويعرض آراء وينقدها باستضافة عدد من العلماء المسلمين من المذاهب الإسلامية كالسنة، و الشيعة الإثنا عشرية، و الصوفية. من أبرز القضايا التي يناقشها البرنامج قضايا الوصية والإمامة والخلافة في الإسلام، وما يترتب عليها من آثار وتبعات في عصرنا الحاضر، كذلك يلامس الحوار مفارقات جوهرية بين العلماء محاولا التقريب بين الآراء والاتفاق على الخلاص لنتيجة واحدة. ولقد نجح محمد الهاشمي الحامدي في إدارة معظم الحوارات بشكل جيد، حيث اتسم بالإنصاف والحيادية و العقلانية المحضة في قياس الآراء مع مساهمته أحيانا في النقاش وإتيانه بأدلة وبراهين.[بحاجة لمصدر]
- آل إبراهيم برنامجٌ حواري خاص بين علماء الدين اليهود والمسيحيين والمسلمين.[9]
- المغرب الكبير برنامج سياسي إسبوعي عرض عام 2001[10]
- المنتدى الديمقراطي برنامج حواري سياسي.
- لقاء خاص مع أشرف السعد لقاء مع رجل الأعمال المصري محمد أشرف السعد، يتكلم فيه حول مسيرته في توظيف الأموال وينفي الاتهامات الموجهة له يقدمه سامي محمد الهاشمي.

## وصلات خارجية
- موقع قناة المستقلة